# Société culturelle du Pays castrais
Créée en 1954 à Castres, la Société culturelle du Pays Castrais (SCPC) est l’héritière des sociétés intellectuelles castraises : Académie de Castres (1648-1670), Société littéraire et artistique de Castres (1857-1877), la Commission des antiquités de Castres (1877-1883) ; plus tard Les Amis du vieux pays castrais (1936-1952), Le Comité des intellectuels (1945-1952). 
L'ensemble de ces organisations puis associations ont toujours été animées par l'étude et la sauvegarde du patrimoine local, mais également la promotion de la culture.
Les objectifs de la SCPC sont l'enrichissement des connaissances de l'histoire du Pays castrais, leurs diffusions et valorisations. Dans ce but, la société propose : des conférences mensuelles ; des publications (ouvrages, cahiers et articles) ;  des sorties culturelles ; des formations.
La SCPC finance des restaurations du patrimoine local.
Depuis plus de 70 ans, la société a : publié plus de 80 ouvrages ; proposé plus de 750 conférences ; réalisé des actions de mécénat (plus de 100 000 € en 2023) ; attribué les bourses du Prix-Pierre-Chabbbert à des étudiants ayant soutenu avec succès un travail de fin de deuxième ou de troisième cycle portant sur l’histoire ou le patrimoine de la ville de Castres ou du Pays Castrais ; organisé de multiples sorties ; diffusé des billets sur plus de 250 thèmes.